# RWS Groningen
RWS Groningen was de regionale dienst van Rijkswaterstaat, die werkte in de provincie Groningen. Het beheersgebied omvatte het landelijk hoofdwegennet in deze provincie, het water- en scheepvaartbeheer op het Groningse deel van de Waddenzee en het Eems-estuarium en het kustbeheer op Rottumeroog en Rottumerplaat.

## Geschiedenis van de organisatie
De dienst is op 1 januari 1994 door de fusie met de toenmalige regionale directies RWS Friesland en RWS Drenthe opgegaan in de directie RWS Noord-Nederland. Ook daarvoor zijn er vele fusies en splitsingen van de noordelijke Rijkswaterstaatsdiensten geweest. Vanaf 1803 heetten die diensten districten, vanaf 1903 werd de naam directie, waarbij er korte tijd (van 1918 tot 1931) ook voor Groningen de term district weer gebruikt werd (in feite een niet geheel volwaardige directie).
De verschillende namen voor de regionale waterstaatsdienst in Groningen sedert de oprichting waren:
| Sinds:          | Naam van de organisatie                                    | Gebied                               |
| --------------- | ---------------------------------------------------------- | ------------------------------------ |
| 25 juli 1800    | departement van de Eems                                    | Noord Friesland en Groningen         |
| 1 november 1803 | 4e district: Groningen, Schokland, Friesland en Overijssel | alleen voor de zeehavens en zeegaten |
| 1 mei 1808      | 5e district: Groningen en Noord-Drenthe                    | Groningen en Noord-Drenthe           |
| 1 april 1811    | departement de l'Ems Occidental                            | Groningen en Drenthe                 |
| 6 mei 1814      | 8e (provisionele) district                                 | Groningen en Drenthe                 |
| 1 januari 1817  | 8e district: Groningen & Drenthe                           | Groningen en Drenthe                 |
| 1 juli 1822     | Groningen                                                  | Groningen                            |
| 1 april 1849    | 1e district: Groningen                                     | Groningen                            |
| 1 mei 1866      | 1e en 3e district: Groningen & Drenthe                     | Groningen en Drenthe                 |
| 1 april 1882    | 1e en 2e district: Groningen en Friesland                  | Groningen en Friesland               |
| 1 juli 1903     | 4e directie: Groningen en Friesland                        | Groningen en Friesland               |
| 1 januari 1918  | district Groningen                                         | Groningen                            |
| 1 januari 1931  | directie Groningen, Friesland en Drenthe                   | Groningen, Friesland en Drenthe      |
| 1 mei 1937      | directie Groningen en Friesland                            | Groningen en Friesland               |
| 1 juli 1954     | directie Groningen                                         | Groningen                            |
| 1 januari 1994  | directie Noord-Nederland                                   | Groningen, Friesland en Drenthe      |